# Walt Disney Studios Home Entertainment
Walt Disney Studios Home Entertainment är ett amerikanskt hemvideoföretag, som är dotterbolag för Walt Disney Company. Det bildades 1980 som Walt Disney Telecommunications & Non-Theatrical Company innan namnet ändrades 1987 till Buena Vista Home Video. Officiellt är företaget sedan den 19 september 1997 registrerat som Buena Vista Home Entertainment.

### Fotnoter
1. ↑  ”Buena Vista Home Entertainment” (på engelska). NYS Department of State. http://appext20.dos.ny.gov/corp_public/CORPSEARCH.ENTITY_INFORMATION?p_nameid=1266503&p_corpid=1155371&p_entity_name=Buena%20Vista&p_name_type=A&p_search_type=BEGINS&p_srch_results_page=1. Läst 9 juli 2015.